# Get Up (Rattle)
Get Up (Rattle) — utwór duetu Bingo Players oraz zespołu hip-hopowego Far East Movement.

## Utwór
Piosenka została wydana w Holandii w dniu 11 grudnia 2012 roku. Jest remixem utworu Rattle z 2011, również autorstwa Bingo Players.

## Teledysk
Teledysk towarzyszący wydaniu został po raz pierwszy wydany na YouTube w dniu 2 grudnia 2012 roku, o łącznej długości 2 minuty i 59 sekund. Reżyserem był Tim Hope a pomysłodawcą fabuły menadżer zespołu.

### Fabuła
Film opowiada o gangu młodzieży. Chłopcy próbują obrabować staruszkę karmiącą kaczki, a następnie wrzucają jej torebkę do wody. Następnie jeden z nich rzuca kamieniem w najmniejszą z kaczek, zabijając ją. Kaczki postanawiają się zemścić. W nocy na osiedlu zabijają po kolei każdego z nich. Pierwszego kaczka dziobie w twarz do śmierci, drugiego łapie za krocze odgryzając mu je. Trzeciemu kaczka zabiera BlackBerry. Ten próbując przejść przez ulicę, zostaje przejechany przez samochód, prowadzony przez kaczkę, która zabiła jego kierowcę. Ostatni mężczyzna próbuje uciec, ale w końcu zmęczony zatrzymuje się. Wtedy kaczka przedziurawia mu brzuch, skacząc na niego. W nieocenzurowanej wersji, kaczka dodatkowo wyrywa mu serce, które dalej bije.

## Notowania
Utwór dotarł do pierwszego miejsca na listach sprzedaży na Węgrzech, w Szkocji i Wielkiej Brytanii.